# Argyroneta
Genre
Argyroneta est un genre d'araignées aranéomorphes de la famille des Argyronetidae.

## Distribution
Argyroneta aquatica se rencontre en écozone paléarctique.

## Habitat
Ce type d'araignées peut être rencontrées dans des fossés ou à proximité d'étang.

## Description
Les mâles mesurent entre 10 et 15 mm et les femelles entre 8 et 15 mm.
Les pattes de ces araignées sont brunes et recouvertes de courts poils noirs.
Cette araignée évolue également sous l'eau où elle prend une teinte argentée. Grâce à sa soie hydrophobe, elle peut se constituer des réserves d'air afin de pouvoir respirer en milieu aquatique.
Elle tisse une toile en forme de cloche qui retient l'air afin de pouvoir vivre dans l'eau.

### Alimentation
Ce type d'araignées chasse en milieu aquatique à la recherche d'invertébrés. Une fois la proie capturée, elle est ramenée dans la toile en cloche pour être mangée.

## Liste des espèces
Selon World Spider Catalog (version 26, 10/07/2025) :
- Argyroneta aquatica (Clerck, 1757)

Selon World Spider Catalog (version 23.5, 2023) :
- † Argyroneta longipes Heer, 1865

## Menace
L'altération ou la disparition de son environnement du fait des activités humaines menace la préservation de l'espèce.

## Systématique et taxinomie
Ce genre a été décrit par Latreille en 1804. Il est placé dans les Argyronetidae par Montana, Cala-Riquelme, Crews, Gorneau, Al-Jamal, Alequín, Spagna, Ballarin et Esposito en 2025.

## Étymologie
Le nom de ce genre d'araignées semble venir des termes grecs ἄργυρος (árgyros, "argenté") et νητός (netós), dérivé du mot νέω (néō, "fil").

## Publication originale
- Latreille, 1804 : Histoire naturelle générale et particulière des Crustacés et des Insectes. Paris, vol. 7, p. 144-305.